# Скібін
Скібін (пол. Skibin) — село в Польщі, у гміні Радзеюв Радзейовського повіту Куявсько-Поморського воєводства.
Населення — 274 особи (2011).
У 1975-1998 роках село належало до Влоцлавського воєводства.

## Демографія
Демографічна структура станом на 31 березня 2011 року:
|          | Загалом | Допрацездатний вік | Працездатний вік | Постпрацездатний вік |
| -------- | ------- | ------------------ | ---------------- | -------------------- |
| Чоловіки | 133     | 30                 | 89               | 14                   |
| Жінки    | 141     | 27                 | 79               | 35                   |
| Разом    | 274     | 57                 | 168              | 49                   |